# لذت

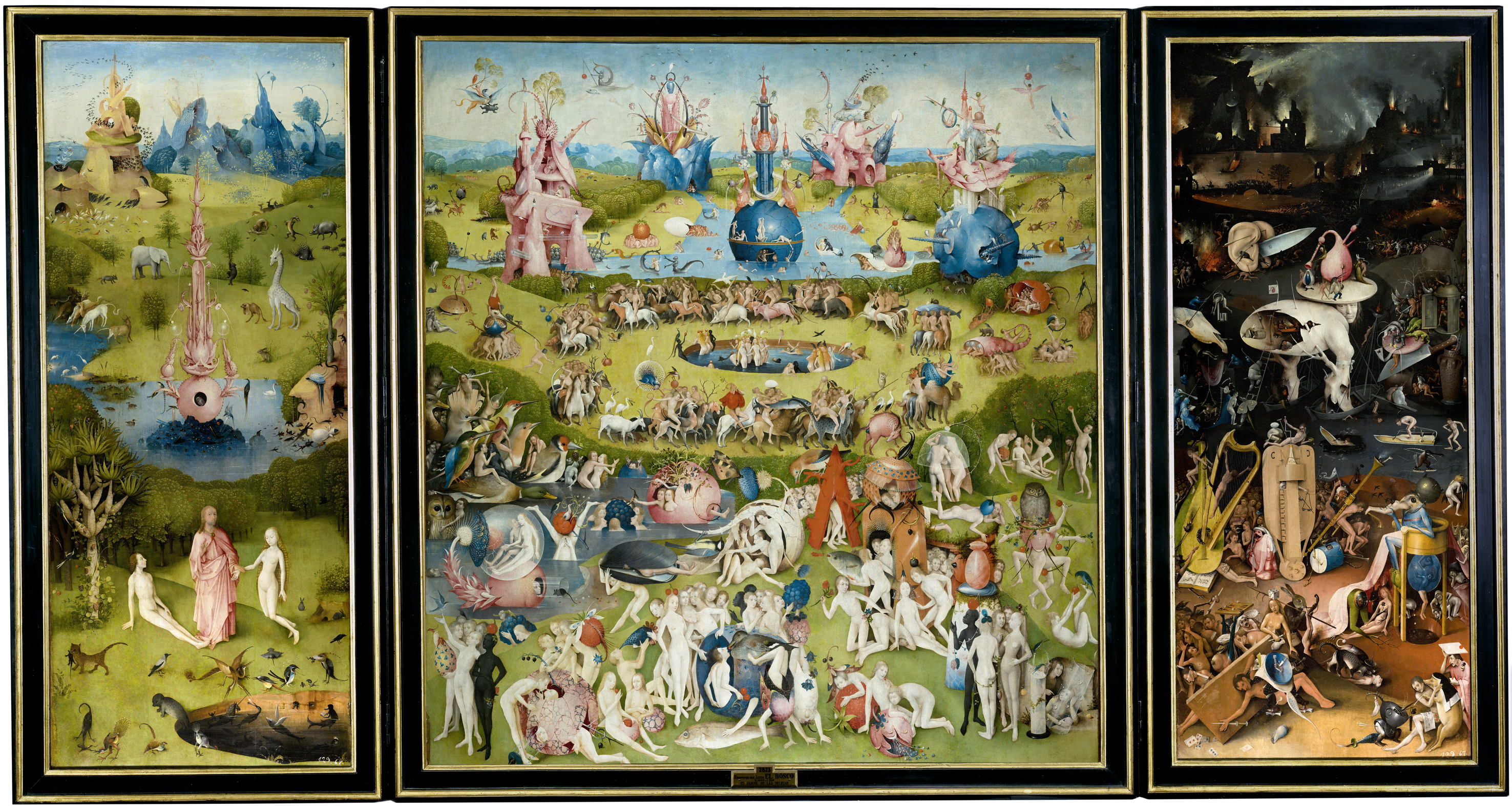
سه‌لتی از باغ لذت‌های دنیوی یکی از مشهورترین آثار هیرونیموس بوش است.

لِذّت طیف گسترده‌ای از حالات ذهنی است؛ که انسان‌ها و دیگر حیوانات به عنوان چیزی مثبت، خوشی‌آور، یا با ارزش تجربه می‌کنند. لذت، شامل حالات ذهنی مشخص‌ تری همچون شادی، تفنن، خوشی، خلسه، و رضامندی می‌باشد. در روان‌شناسی، اصل لذت، لذت را به عنوان یک سازوکار بازخورد (مکانیسم فیدبک) مثبت توصیف می‌کند که موجودات زنده را در آینده به بازآفرینی شرایطی که لذت‌بخش یافته‌اند ترغیب می‌کند. بر اساس این نظریه، به همین ترتیب موجودات زنده برای اجتناب از شرایطی که در گذشته موجب رنج شده نیز انگیخته می‌شوند.
تجربهٔ لذت، تجربه‌ای ذهنی است و افراد مختلف، انواع و مقادیر متفاوتی از لذت را در شرایط یکسان تجربه خواهند کرد. بسیاری از تجربه‌های لذت‌بخش با ارضای محرکه‌های زیستی اساسی، همچون خوردن، ورزش یا رابطهٔ جنسی در ارتباط هستند. دیگر تجربه‌های لذت‌بخش با تجارب اجتماعی و محرکه‌های اجتماعی همچون تجربهٔ احساس فخر، سرشناسی، و خدمت در ارتباط هستند. تقدیر از بابت آثار و فعالیت‌های فرهنگی همچون هنر، موسیقی، و ادبیات اغلب لذت‌بخش هستند.
در سال‌های اخیر، پیشرفت‌های قابل‌توجهی در شناخت مکانیسم‌های مغز که زمینه‌ساز لذت هستند، صورت گرفته‌است. یکی از اکتشافات کلیدی توسط کنت بریج انجام شد که نشان داد لذت تجربه‌ای یگانه نیست. بلکه، لذت از چندین فرایند مغزی شامل علاقه، تمایل، و فراگیری تشکیل شده‌است که توسط شبکه‌های مغزی مجزا، هرچند همپوشان، پشتیبانی می‌شوند. به‌طور خاص این پژوهش با بهره‌گیری از واکنش‌های عینی لذت‌محور در انسان‌ها و دیگر حیوانات صورت گرفته‌است، مثلاً بررسی حالات چهرهٔ مربوط به 'علاقه' و 'عدم علاقه' به ذوقیات همسان میان انسان و بسیاری از دیگر پستانداران.

## نگارخانه

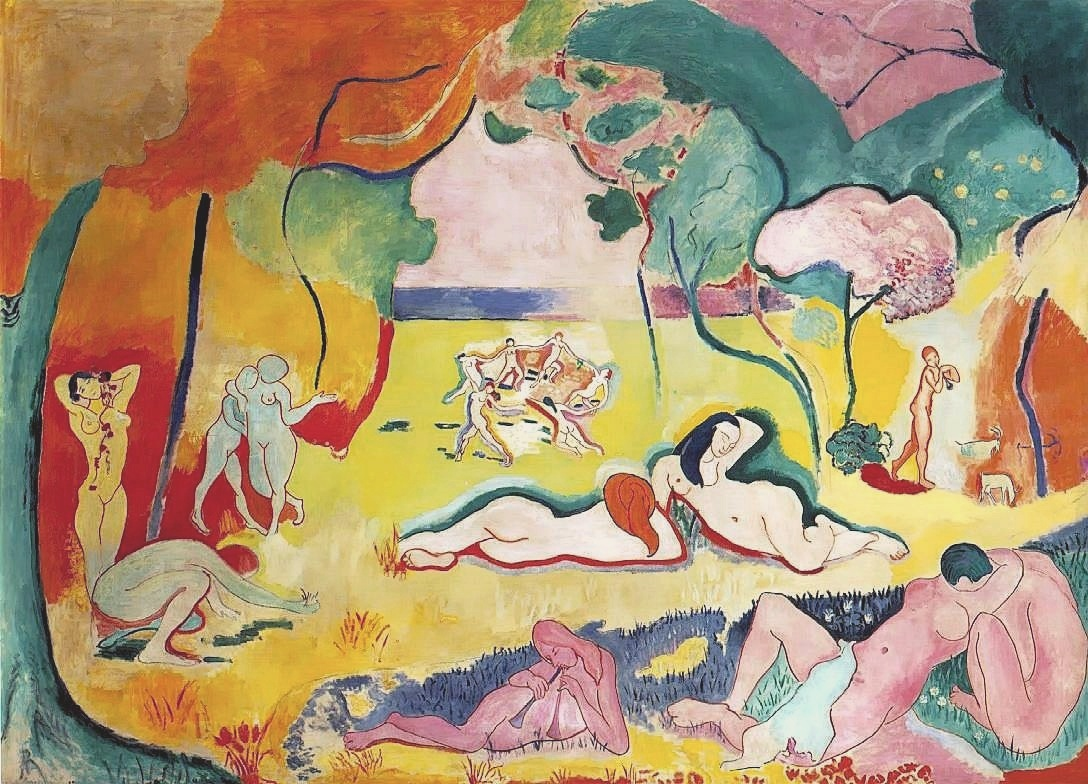
لذت زندگی اثر آنری ماتیس
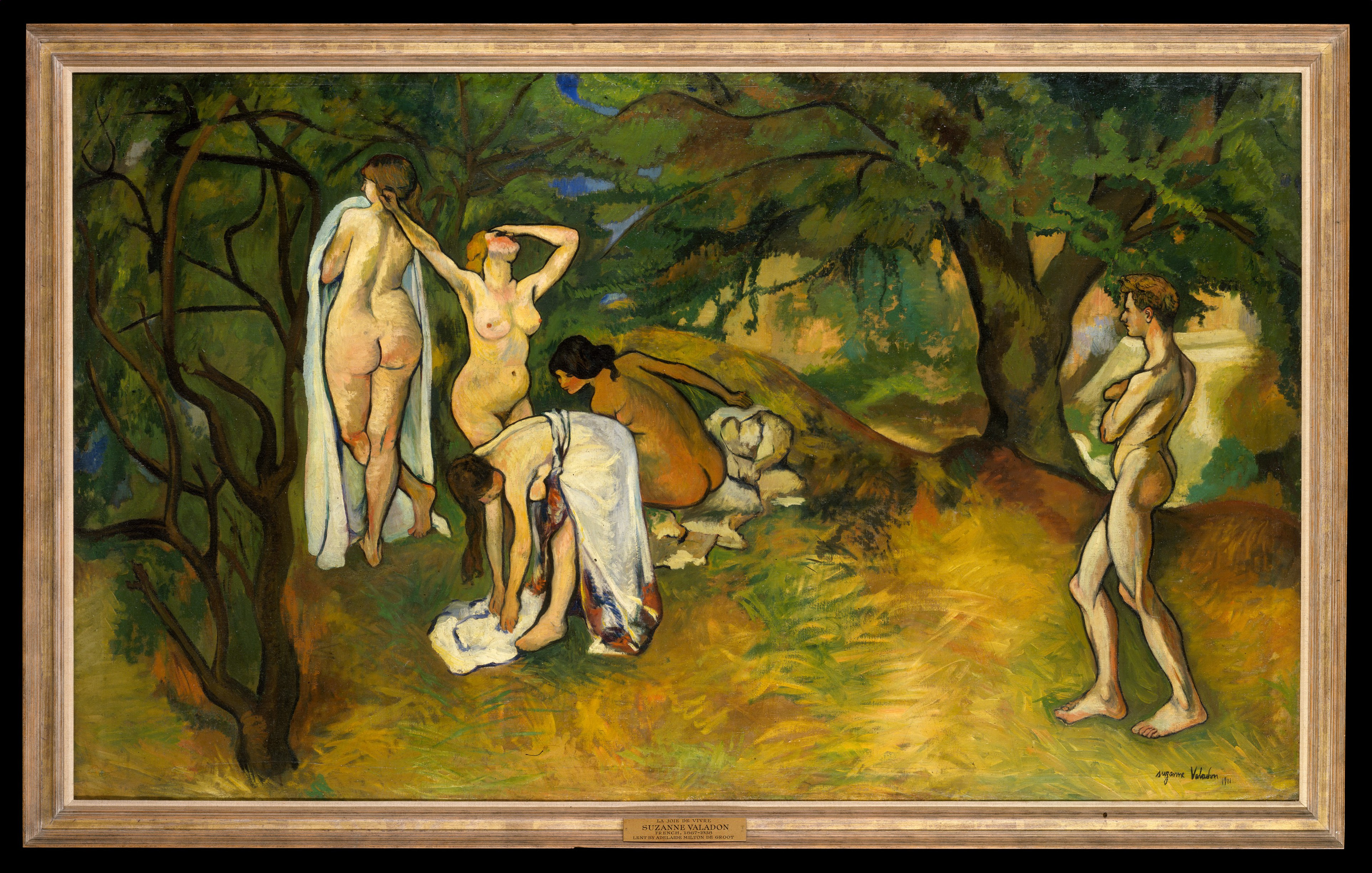
لذت زندگی اثر سوزان والادون
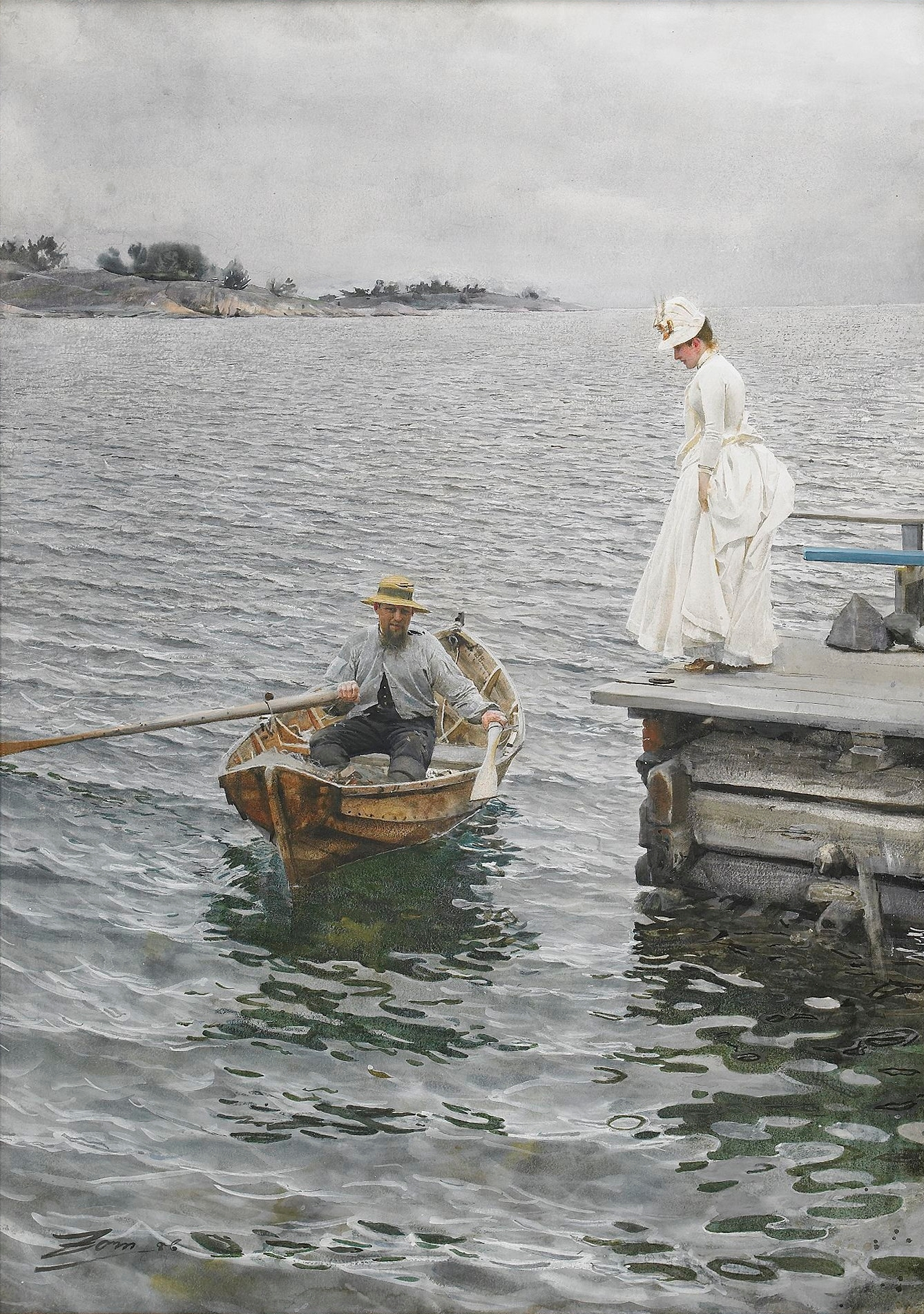
لذت تابستانی، اثر آندرس زورن
- صحبت‌های خمینی درباره لذت

## برای مطالعهٔ بیشتر
- Bloom, Paul (2010). How Pleasure Works: The New Science of Why We Like What We Like. W. W. Norton & Company. ISBN 978-0-393-34000-6. Draws on neuroscience, philosophy, child-development research, and behavioral economics in a study of our desires, attractions, and tastes.
- M.L. Kringelbach. The pleasure center: Trust Your Animal Instincts (2009). Oxford University Press. شابک ‎۹۷۸−۰−۱۹−۵۳۲۲۸۵−۹. A general overview of the neuroscience of pleasure.